# Nowickie Trzecie
Nowickie Trzecie, Nowickie III (biał. Навіцкія 3, Nawickija 3; ros. Новицкие 3, Nowickije 3; pol. hist. Nowickie Krupowskie) – wieś na Białorusi, w obwodzie grodzieńskim, w rejonie lidzkim, w sielsowiecie Krupa, nad Krupką.

## Historia
W XIX i w początkach XX w. położone były w Rosji, w guberni wileńskiej, w powiecie lidzkim.
W dwudziestoleciu międzywojennym leżały w Polsce, w województwie nowogródzkim, w powiecie lidzkim, w gminie Lida. W 1921 miejscowość liczyła 132 mieszkańców, zamieszkałych w 26 budynkach, wyłącznie Polaków wyznania rzymskokatolickiego.
Po II wojnie światowej w granicach Związku Sowieckiego. Od 1991 w niepodległej Białorusi.